# 沢本あすか
沢本 あすか（さわもと あすか、1978年3月27日 - ）は日本のミュージシャン、グラビアモデル、AV女優。旧芸名は川本あすか。

## 略歴・人物
石川県金沢市出身。
2003年にテレビ朝日の「六本木HOT GIRLS」でデビュー。その後着エロDVDへの出演やレースクイーン、キャットファイターとしての活動などを行う。
2005年、沢本あすかに改名。
2008年、東京秋葉原で下着を露出したとして、東京都迷惑防止条例違反で逮捕されるが起訴猶予処分となった。
2009年、30歳前後のアーティストを集め「沢本あすかプレゼンツ アラサー企画」と題するライブを行い、最終的には上はニップレスのみ、下はフンドシのような網ガーターといったほぼ全裸の格好でパフォーマンスを行った。また、この頃、お爺ちゃんの年齢の医者のパパにセックスで毎回10万円を貰ったり、トイレで生脱ぎしたパンツを1万円で売ったりしており、援交とパンツを売るのが収入源と語っており、援交アイドルと言われることもあった。
2010年、AVデビュー。

## 作品

### イメージビデオ
- DO POP!（2004年7月23日、ona:go!）
- 着エロ六大学 Mエロ（2005年1月21日、イーネット・フロンティア）

以上まで川本あすか名義の作品、以下から沢本あすか名義の作品
- 月刊 隆行通信 VOL.9 沢本あすか（2006年1月1日、スタジオ・デュオ）
- きれいなお姉さん part4 （2006年 1月27日、デジタル出版）
- レオタードの誘惑?? 〜内緒の着替え♪ 曲線に酔って☆編（2006年3月8日、ビーエムドットスリー）
- Naked. 沢本あすか（2006年6月16日、心交社）
- REDレーベル starring 沢本あすか（2007年4月25日、GPミュージアム）
- セクシースパイラル（2008年4月28日、タオ）
- Anarchy（2008年7月29日、タオ）
- TABOO（2009年4月10日、ベガファクトリー）

複数
- サキュバス（2006年9月29日、ターンテーブル）共演：青山ひなた

### アダルトビデオ
- あのお騒がせタレントが衝撃デビュー そして即引退!（2010年4月1日、アイデアポケット）
- 業界残酷物語スペシャル 芸能人 沢本あすかの屈辱…（2011年3月7日、アタッカーズ）共演：舞野まや
- 潜入捜査官 沢本あすか 凌辱レスキューミッション（2011年4月7日、アタッカーズ）
- 秋○原のお騒がせ・芸能人アイドル 沢本あすかの公然猥褻ギリギリ「全員中出し」ファン感謝デー（2011年6月4日、SODクリエイト）

### 書籍
- 露出狂アイドルですが、ナニか問題でも?（2009年3月28日、ベストセラーズ）ISBN 978-4584131367

#### 写真集
電子書籍
- 「踊り子たちの生息地」沢本あすか (2005年11月)
- 「激エロSexy」モンロー・ビッチ (2006年11月)
- 【美脚】美脚の甘い誘惑 Vol.1 / 沢本あすか (2017年)
- 【美脚】美脚の甘い誘惑 Vol.2 / 沢本あすか (2017年)
- 着エロギリギリスプラッシュ 沢本あすか - 沢本あすか4thデジタル写真集 (2018年5月、電子書店パピレス)

### ミニアルバム
Alive（2006年03月22日、As Entertainment）-「モンロービッチ」名義
他多数

## 出演

### テレビ
- ダブルH（2006年、テレビ東京）

他

### PV
- 鼠先輩「おいた」

他

### 雑誌
- Chuッスペシャル（2005年1月28日)
- 週刊ヤングジャンプ（2005年3月31日)
- sabra（2007年11月号)

他多数

## ユニット活動
- モンロー・ビッチ

他